# Zeldert
Zeldert is een buurtschap behorende tot de Nederlandse gemeente Amersfoort, in de provincie Utrecht. Het ligt ten westen van de Bunschoterstraat (N199) ter hoogte van de wijk Nieuwland. Zeldert behoorde tot 1974 tot het buitengebied van de voormalige gemeente Hoogland.
Stad: Amersfoort

Dorpen: Hoogland · Hooglanderveen

Buurtschappen: Buurtsdijk · Stoutenburg Noord · Zeldert

Utrecht · Steden en dorpen in de provincie      Nederland · Provincies · Gemeenten